# 海莉·拉索
海莉·埃玛·拉索（英語：Hayley Emma Raso；1994年9月5日—），澳大利亚女子职业足球运动员，司职边锋，目前效力于皇家马德里女子足球俱乐部和澳大利亚国家女子足球队。她曾代表澳大利亚参加2020年和2024年夏季奥林匹克运动会女子足球比赛等多场国际赛事。